# 古谷三敏
古谷三敏（1936年8月11日—2021年12月8日），日本漫畫家。

## 經歷
出生於滿州國奉天市，在茨城縣鹿島郡成長，神栖二中畢業。
1955年以《みかんの花咲く丘》出道，1958年曾擔任過手塚治虫的助手，1961年自己獨立連載，1965年加入赤塚不二夫的不二夫製作公司。1970年開始連載《ダメおやじ》，本作於1978年榮獲第24屆小學館漫畫賞。 
1974年時古谷從不二夫製作公司獨立出來，與芳谷圭兒成立family企畫。
2021年12月8日因癌症病逝，享壽85歲，同月的13日其消息由雙葉社公布。 